# Henri Koch-Kent
Henri Koch (* 2. Mai 1905 in Luxemburg; † 8. Oktober 1999) war ein luxemburgischer Publizist.
Nach Studium der Rechtswissenschaften wurde er 1933 Präsident der ASSOSS und engagierte sich in der antifaschistischen Bewegung. Während des Zweiten Weltkriegs war er in der Résistance in Südfrankreich aktiv, dann in London, wo er seine Frau, die Zeichnerin Alison Kent (* 1913), kennenlernte. Um nicht mit einem Politiker desselben Namens verwechselt zu werden, machte er sich ihren Familiennamen zu eigen und nannte sich fortan „Henri Koch-Kent“.
Nach dem Krieg war Koch-Kent journalistisch tätig, u. a. für internationale Presseagenturen. 1959 wurde er Redakteur des liberalen Lëtzebuerger Journals, von 1961 bis Juli 1964 war er dessen Direktor. In den 1970er und 1980er Jahren schrieb und edierte Koch-Kent mehrere Bücher über den Zweiten Weltkrieg, in denen er sich kritisch mit der Rolle der luxemburgischen Exilregierung auseinandersetzte.

## Schriften
- 10 mai 1940 en Luxembourg: Témoignages et documents, 1971.
- Hitlertum in Luxemburg, 1933–44. Beiträge zur Zeitgeschichte, Luxembourg: Hermann, 1972
- Luxemburg im SD-Spiegel, Luxembourg: Hermann, 1973.
- Sie boten Trotz. Luxemburger im Freiheitskampf, 1974.
- Doudot. Figure légendaire du contre-espionnage français, 1976.
- Putsch in Luxemburg. Ein Schildbürgerstreich, 1980.
- Ils ont dit NON au fascisme. Rejet de la loi muselière par le référendum de 1937, 1982
- Vu et entendu. 2 Bde.: Souvenirs d'une époque controversée. 1912–1940, Luxembourg: Hermann, 1983; Années d'exil. 1940–1944, 1986.
- Der parteilose Einzelgänger. Im Blick seiner Zeitgenossen, 1990.